# Halicryptus
Halicryptus  (лат.) — род морских червей из класса приапулид. Представители рода распространены на севере Атлантики, Северном Ледовитом океане, Северном и Балтийском морях. Один из современных видов — Halicryptus higginsi — достигает в длину 39 см.
Род включает 2 вида:
- Halicryptus higginsi Shirley & Storch, 1999
- Halicryptus spinulosus von Siebold 1849

Максимальная длина тела у Halicryptus spinulosus составляет 40 миллиметров, но обычно меньше 25 миллиметров. Длина Halicryptus higginsi может достигать 385 миллиметров.